# Heimhardtsbau
Der Heimhardtsbau  (postalische Anschrift Milsper Straße 7) ist ein denkmalgeschütztes Mehrfamilienhaus im Ennepetaler Ortsteil Voerde. Das Gebäude wurde in den Jahren 1907/08 errichtet.

## Beschreibung

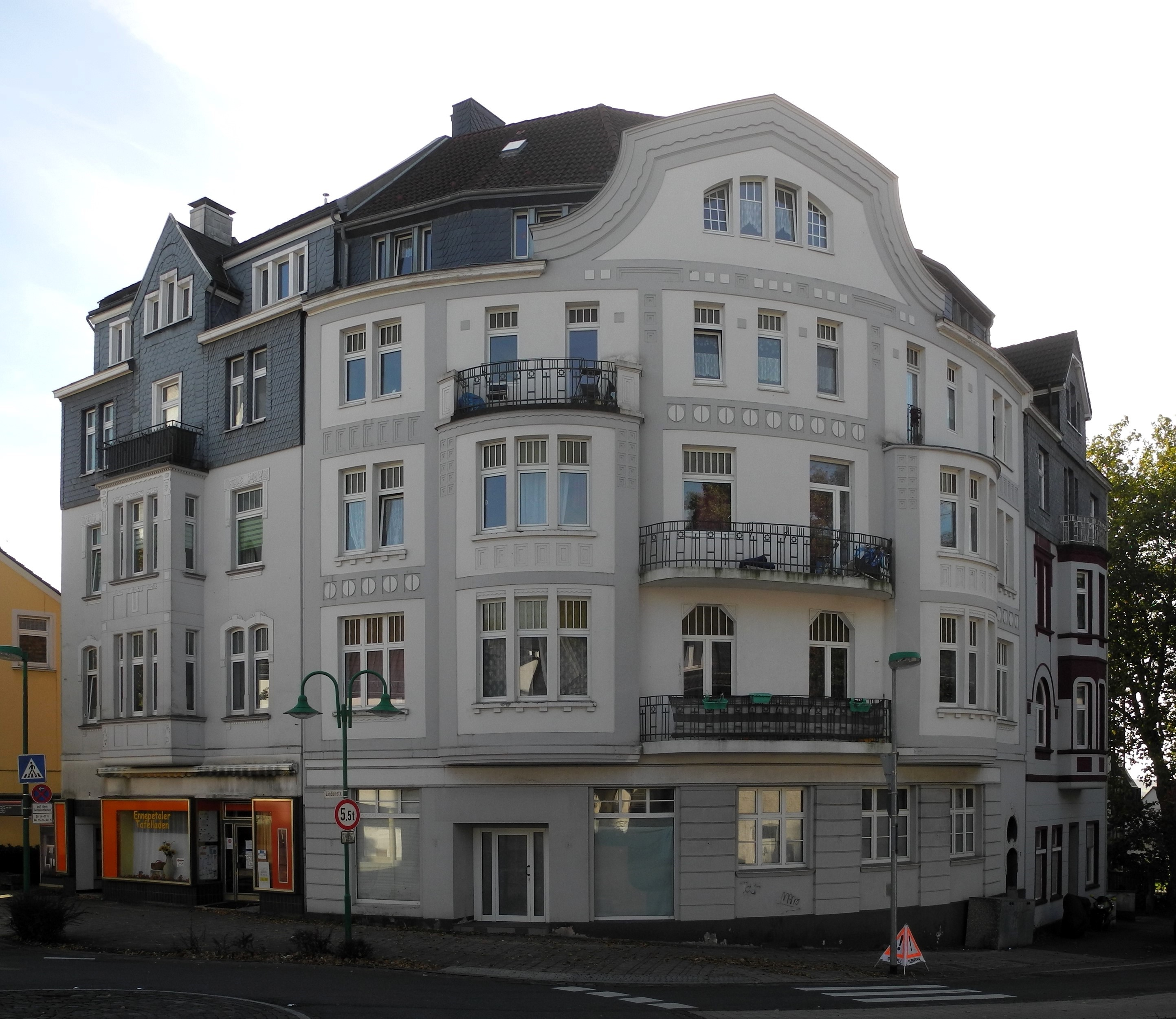
Der Heimhardtsbau

Das Gebäude ist ein fünfgeschossiges Eckhaus an der Einmündung der Lindenstraße in die Milsper Straße. An der Straßenecke ist der Bau, der Straßenführung folgend, abgerundet. Es besitzt reichhaltige Stuckverzierungen im Stil des späten Historismus, ein hohes, mit Ziegeln und Schiefer gedecktes Mansarddach, das von einem breiten Mittelgiebel mit mächtigen Stuckortgängen unterbrochen wird, zwei symmetrisch angeordnete Erker und Holzsprossenfenster. Das teilweise mit Schaufenstern versehene Erdgeschoss ist dunkel verputzt. Die Treppen im Haus haben 96 Treppenstufen. Die Eingangstür hat eine Oberlichtverzierung im Jugendstil.
Das Heimhardtsbau bildet mit dem benachbarten, ebenfalls denkmalgeschützten Wohnhaus Milsper Straße 9 eine geschlossene Häuserfront.

## Geschichte
Der Gastwirt des Wirtshauses „Zum deutschen Hermann“, Hermann Heimhardt, kaufte 1905 das Grundstück von Johann Daniel Spannagel. Das Wirtshaus befand sich an der gegenüberliegenden Straßenseite. Im Haus befand sich eine Drogerie mit Fotogeschäft und ab Ende der 1950er-Jahre der erste Supermarkt in Voerde.